# کرد بایرام
کرد بایرام (به لاتین: Qurdbayram) یک منطقه مسکونی در جمهوری آذربایجان است که در شهرستان کردامیر واقع شده است. کرد بایرام ۱۴۰ نفر جمعیت دارد.